# Lycée Saint-Exupéry (Marseille)
Pour les articles homonymes, voir Lycée Antoine-de-Saint-Exupéry et Saint-Exupéry (homonymie).
Le lycée Saint-Exupéry, appelé aussi lycée Nord car étant le principal lycée des quartiers nord de Marseille, est un lycée général et technologique situé dans le 15e arrondissement de la ville, entre les quartiers de Saint-Louis et de la Calade. C'est d'ailleurs le plus grand lycée de Marseille avec ses 10 hectares. 
Neuf collèges ont des étudiants qui fréquentent ce lycée.

## Historique
Le lycée, créé en 1959, est un lycée public situé dans les quartiers nord de Marseille.
Construit sur les plans de René Egger, les travaux ont débuté le 1er mars 1957 et le lycée a ouvert ses portes pour la rentrée scolaire 1959.
En 1969, une professeur de 32 ans du lycée, Gabrielle Russier, est emprisonnée pendant huit semaines aux Baumettes pour avoir eu une relation sentimentale avec un élève de dix-sept ans ; les parents de l'élève avaient porté plainte pour détournement de mineur, la majorité sexuelle étant alors fixée à 21 ans. L'élève est envoyé au lycée Thiers pour l'éloigner. Cette affaire révéla l'écart entre les slogans libertaires de mai 1968 et la réalité des institutions judiciaires et sociales en France. L'affaire connu une forte médiatisation après le suicide de l'enseignante.  Deux ans plus tard, Il fait l'objet d'une adaptation au cinéma avec le film Mourir d'aimer.
En 2008, des travaux de restructuration ont été réalisés permettant la réhabilitation de divers bâtiments administratifs, dont la loge-accueil, ainsi que la construction de nouveaux espaces : le grand amphithéâtre « Varian Fry » à l'entrée, un internat de 75 chambres et un belvédère.
En 2013, Sylvia Zappi du journal Le Monde  a fait référence Saint-Exupéry comme un « lycée ghetto », disant que les membres du personnel utilisaient ce nom.
En 2013, Franck Baillot, anciennement professeur, a dit que les familles riches évitent l'école, et que donc seuls les étudiants pauvres restent. À partir de 2013, 40% des résidents de sa zone scolaire sont affectés à Saint-Exupéry sur Affelnet, mais seulement 19 % d'entre eux le fréquentent.
En 2016, des enseignants se sont mis en grève.

## Enseignement dispensé
Outre les filières classiques, le lycée dispose de points particuliers dans les enseignements et les pôles proposés :
- LV1 : anglais 
- LV2 : italien, espagnol, allemand et arabe
- LV3 : italien et espagnol
- Une section européenne italien (avec DNL en histoire-géographie) et anglais (avec DNL en physique-chimie)
- Le pôle judo France
- Une préparation au concours d'entrée aux Instituts d'Études Politiques (IEP)

### Classe de seconde
Les enseignements de la classe de seconde comprennent un enseignement général et technologique commun auquel s'ajoutent deux enseignements d'exploration.
Le 1er enseignement d'exploration impose un choix entre SES (Sciences économiques et sociales), PFEG (Principes fondamentaux de l'économie et de la gestion).
Le 2e enseignement d'exploration impose un autre choix entre les options de deux EDE. Les options du premier EDE sont : arts visuels – CIAV ou arts visuels plastiques ou méthodes et pratiques scientifiques ou littérature et société ou science de l'ingénieur ou science et le laboratoire ou santé sociale ou PFEG. Les options de deuxième EDE sont Latin ou LV3 (Espagnol ou Italien) ou biotechnologies et santé social ou biotechnologies et sciences laboratoires.
Les langues enseignées sont l’anglais, l’allemand, l'italien, l'arabe et l’espagnol
Une section européenne en italien et en anglais est également proposée au sein de l'établissement. Il est à noter que la section européenne est particulièrement dynamique et active et le taux de réussite au bac des élèves de cette section est supérieur à 90 %.

### Cycle terminal
À partir de la classe de première et en classe terminale, il y a trois filières générales et trois filières technologiques préparant aux baccalauréats du même nom.
Les filières générales sont les suivantes : Scientifique (S), Littéraire (L) et Économique et Sociale (ES).
Les filières technologiques sont : sciences et technologies du management et de la gestion (STMG) en première, Sciences et technologies de la laboratoire (STL) et Sciences et technologies de la santé et du social (ST2S). À la rentrée 2016, la filière STI2D  (Sciences et technologies de l'industrie et du développement durable) est ouverte pour la classe de première.

### Formations post-bac
Le lycée Saint-Exupéry comprend :
- une classe préparatoire aux grandes écoles (économique et commerciale, option scientifique) et au diplôme supérieur d'arts appliqués (DSAA bac +4) : mention design graphique
- des classes de BTS : Communication – Design Graphique – Négociation Relation Client - Assistant de gestion PME et PMI

## Classement du lycée
En 2015, le lycée se classe 74e sur 77 au niveau départemental quant à la qualité d'enseignement, et 2216e au niveau national. Le classement s'établit sur trois critères : le taux de réussite au bac, la proportion d'élèves de première qui obtient le baccalauréat en ayant fait les deux dernières années de leur scolarité dans l'établissement, et la valeur ajoutée (calculée à partir de l'origine sociale des élèves, de leur âge et de leurs résultats au diplôme national du brevet).
| Année | Taux de réussite | Rang départemental | Rang national | Variation par rapport à l'an précédent |
| ----- | ---------------- | ------------------ | ------------- | -------------------------------------- |
| 2012  | 70 %             | 120/201            | 3756/6570     | +5 %                                   |
| 2011  | 65 %             | 128/201            | 4035/6570     | +3,94 %                                |
| 2010  | 61 %             | 129/201            | 4089/6570     | +0,06 %                                |
| 2009  | 61 %             | 122/201            | 3961/6570     | -11 %                                  |
| 2008  | 72 %             | 101/201            | 3495/6570     | +4 %                                   |

## Internat
Le lycée Saint-Exupéry possède 24 places d'internat post-bac et 32 places d'internat pré-bac. L'internat post-bac est mixte et l'internat pré-bac réservé aux garçons. L'internat coûte 1000€ par trimestre.

## Situation et accès
Le lycée Saint-Exupéry a été construit sur le domaine Consolat-Mirabeau' qui a appartenu à la famille Mirabeau du XVe au XVIIIe siècle et qui sera acheté en 1829 par la famille Consolat. Celle-ci y fit construire un château. 
Devenu propriété de la Ville de Marseille peu avant la deuxième guerre mondiale, la propriété sera occupée par les troupes allemandes, puis à la libération par les troupes américaines avant que la Ville ne récupère les terrains pour permettre la construction du lycée et d'un ensemble immobilier. Pour ce faire, les grottes et les caves de la colline seront fermées et le château Consolat démoli.
Le bassin de Consolat-Mirabeau, d'une superficie de 9 ha, se présente comme un grand amphithéâtre qui descend depuis la colline Saint-Louis jusqu'à la mer.  Depuis le lycée qui se situe au sommet de cet amphithéâtre, au-dessus de l'ancien château Consolat, à l'emplacement des écuries, on peut donc jouir d'un magnifique panorama sur la rade et le port.
Le lycée est desservi par les bus     .

## Anciens membres

### Anciens élèves
- Norodom Chakrapong,  homme politique royal cambodgien
- Norodom Ranariddh,  homme politique cambodgien
- Kenza Farah, auteur-interprète de RnB
- L'Algérino, rappeur
- Soprano, rappeur
- Paul Pairet, chef étoilé
- Claude Imauven, haut fonctionnaire et chef d'entreprise

### Anciens professeurs
- Gabrielle Russier